# Chunhuás, Quintana Roo
Chunhuás är en ort i Mexiko.   Den ligger i kommunen Felipe Carrillo Puerto och delstaten Quintana Roo, i den östra delen av landet, 1 100 km öster om huvudstaden Mexico City. Chunhuás ligger 15 meter över havet och antalet invånare är 568.
Terrängen runt Chunhuás är mycket platt. Runt Chunhuás är det mycket glesbefolkat, med 4 invånare per kvadratkilometer. Närmaste större samhälle är Felipe Carrillo Puerto, 18,2 km öster om Chunhuás. I omgivningarna runt Chunhuás växer i huvudsak städsegrön lövskog.